# خان الشيح
خان الشيح بلدة سورية تقع في محافظة ريف دمشق، تتبع إدارياً لناحية سعسع في منطقة قطنا.
يبلغ تعداد سكان البلدة 12148 حسب احصاء 2004 م.